# Forest Style
Forest Style est une entreprise spécialisée dans l'aménagement extérieur en bois.

## Historique
L'entreprise est créée en 1999 par Vianney Descheemaeker. En 2017, elle rachète la marque Soulet spécialisée dans les portiques, maisonnettes, bacs à sable et jeux de plein air. En 2024, Forest Style rachète la marque Jardipolys du groupe Burger.